# 음력 12월 17일
음력 12월 17일은 음력 12월의 17번째 날이다.

## 사건
- 2006년 - 국악전문채널 국악방송(서울경기 FM 99.1MHz)이 원래 사옥인 국립국악원에서 서울 상암동 DMC로 이전했다.

## 탄생
- 1981년 - 대한민국의 배우 손예진.
- 1998년 - 대한민국의 가수 김지범 (골든차일드).

## 사망
- 1651년 - 조선 중기의 문신 김자점.

## 같이 보기
- 음력 360일: 1월 2월 3월 4월 5월 6월 7월 8월 9월 10월 11월 12월
- 전날:12월 16일 다음날:12월 18일 - 전달:11월 17일 다음달:1월 17일
- 양력:12월 17일
- 음력, 윤달